# Сканцано-Йонико
Сканцано-Йонико (итал. Scanzano Jonico) — коммуна в Италии, расположена в регионе Базиликата, подчиняется административному центру Матера.
Население составляет 6975 человек (на 30.11.2005 г.), плотность населения составляет 98 чел./км². Занимает площадь 71 км². Почтовый индекс — 75020. Телефонный код — 0835.
В городе особо почитается Благовещение Пресвятой Богородицы, празднование 25 марта.